# Романтичен национализъм
Романтичният национализъм (на немски: Volkstum — «народност») е жажда за идеализация на народното/националното минало и култура, характерни за късната фаза на романтизма.
Векът на романтичния национализъм в европейската история е периодът от края на Наполеоновите войни (1814) до началото на Първата световна война (1914). Появата на национални чувства оставя незаличим отпечатък върху европейската история, а в Германия, Италия, Гърция и редица други страни, сред които и България, тази жажда води до формирането на национални държави. Пикът на романтичния национализъм е по времето на „пролетта на народите“. 